# Rudy Andeweg
Rudolf Bastiaan „Rudy“ Andeweg (* 28. Februar 1952 in Leiden; † 28. Juni 2024) war ein niederländischer Politikwissenschaftler.

## Leben
Andeweg hatte ab 1964 das Rijnlands Lyceum in Oegstgeest besucht. 1970 begann er ein Rechtsstudium an der Universität Leiden, wurde 1971 Mitarbeiter am politischen Institut für Politikwissenschaft und ging 1975 mit einem Stipendium für internationale Bildung ausgestattet an die University of Michigan, um seine Studien zur Politikwissenschaft fortzusetzen. Hier wurde er 1976 Master of Arts in den Politikwissenschaften. Zurückgekehrt in die Niederlande begann er an seine Promotionsarbeit zu arbeiten, wurde er Assistent von Hans Daalder (1928–2016) und promovierte am 18. November 1982 an der Leidener Hochschule mit dem Thema Dutch voters adrift; on explanations of electoral change (1963–1977) (frei übersetzt: Niederländisches Wählerverhalten; über Erklärungen des Wahlrechtswandels (1963–1977)). 1982 bis 1983 war Mitarbeiter des Regierungsbeauftragten für die nationale Verwaltungsreform. Nachdem er ab 1985 bereits als außerordentlicher Professor der Politikwissenschaften gewirkt hatte, 1987 in Oxford als Gastdozent gewirkt hatte, berief man ihn am 13. Januar 1988 zum Professor der Sozial- und Rechtswissenschaften mit dem Fachgebiet der empirischen Politikwissenschaft in Leiden.
Nachdem er bereits am 1. September 1988 sein ihm übertragenes Amt angetreten hatte, hielt er am 6. Oktober 1989 die Einführungsrede  Tweeërlei ministerraad. Over besluitvorming in Nederlandse kabinetten (frei übersetzt: Zweierlei Ministerräte. Über Entscheidungsfindung in Niederländischen Kabinetten). In Leiden war er 1996/97 Dekan der Fakultät für Sozial- und Verhaltenswissenschaften, wirkte 2002/03 am Niederländischen Institut für fortschrittliche Studien in den Geistes und Sozialwissenschaften (NIAS) und führte 1990–93 sowie 2003–06 den Vorsitz des Instituts für Politikwissenschaft der Leidener Hochschule. Ab 2006 gehörte er als Mitglied der Königlich-Niederländischen Akademie der Wissenschaften an, war ab 2007 Mitglied des Wissenschaftlichen Beirates des Mannheimer Zentrum für Europäische Sozialforschung und ab 2011 Präsident der Niederländischen Vereinigung für Politische Wissenschaft (Nederlandse Kring voor Wetenschap der Politiek, NKWP).
Ab 2007 war er Mitglied des Kiesraad.

## Werke
- Kabinetsformatie 1977. 1978
- Politiek in Nederland. 1981, ISBN 90-6092-304-9
- Tussen steekproef en stembus: beschouwingen over verkiezingspeilingen naar aanleiding van de discrepantie tussen de peilingen en de verkiezingsuitslag van 21 mei 1986. 1988
- Ministers en Ministerraad. 1990, ISBN 90-12-06316-7
- Dutch Government and Politics. 1993, ISBN 0-312-09672-0
- Het Grote Ongenoegen; over de kloof tussen burgers en politiek. 1994
- Governance and Politics of the Netherlands. 2002, ISBN 0-333-96157-9
- Puzzles of Government Formation: Coalition Theory and Deviant Cases (Routledge/ECPR Studies in European Political Science). 2011, ISBN 0-415-35982-1